# Lurefjorden
Lurefjorden er en fjord i Nordhordland i Vestland fylke i Norge. Den går langs kommunegrænsen mellem Lindås og Radøy, mens de nordlige dele af fjorden ligger i Austrheim kommune. Fjorden strækker sig 16 kilometer fra nordvest til sydøst og danner med sine indløb fra Radfjorden og Fensfjorden en beskyttet indre sejlrute langs kysten,  som var meget benyttet af mindre og mellemstore fartøjer. For lokal trafik dannede Lurefjorden et helt transportsystem med vandveje i alle retninger. Ved de trange indløb i syd og i nord lå der gæstgiverier, Alverstraumen i syd, og Kilstraumen i nord. Tidevandet dannede kraftig strøm i disse indløb.  Fra Kilstraumen til Alverstraumen er vandvejen 32 kilometer lang. 
Lurefjorden med sine mange forgreninger er skabt af den geologiske formation Bergensfeltet.
Hordaland fylkeskommune har i 2017 defineret Lurefjorden med tilstødende arealer som et beskyttet kulturmiljø, med navnet "Den indre farleia".

## Fjord med forgreninger
Lurefjorden er omkring 2 kilometer bred, og omkring  15 kilometer lang, og den danner de centrale dele af et omfattende net af vandveje, fjorde, vige og sunde. Mod sydøst strækker Seimsfjorden sig 5 kilometer videre mod syd til Seim. Ved Kråketangen deler fjorden sig i to. Seimsfjorden fortsætter på vestsiden, mens den specielt smalle Rydlandsvågen strækker sig 3,5 kilometer mod sydøst på den anden  side. Vågen er stort set aldrig mere end 100 meter bred. 
På østsiden er der trange sunde i en vandvej til Lindås, derfra danner den trange Haukåsstraumen forbindelse til Fjellangsvågen. Lindåspollene bruges som navn på denne østlige forgrening af Lurefjorden. Hvor der var trangest og vanskelige manøvreringsforhold på grund af tidevandet blev der i 1906 anlagt en sluse i Lindåsstraumen ved Spjotøy, en saltvandssluse for dampbåden til Lindås. Slusen var i drift til  1963, og var en forudsætning for dampskibsanløb i Lindås. Slusen genåbnede i 2013 efter langvarig restaurering, og bruges nu af lystbåde. Taulsvågen strækker sig 8 kilometer mod syd på vestsiden af Lurøy.

## Indløb
Mod syd har Lurefjorden en åbning, Radsundet der går ned til  Radfjorden og Salhusfjorden. Den trange indsejling kaldes Alverstraumen. 
Lurefjorden har hele fem indløb fra nord mellem de mange øer i Austrheim. Det største indløb går ind gennem Fosnstraumen på vestsiden af Fosnøyna fra Hoplandsosen og Fedjefjorden i nordvest. Bakkastraumen og Kilstraumen går på hver sin side af Bakkøy og forbinder Lurefjorden med Fensfjorden.

## Bebyggelse
Længst mod nord i fjorden ligger gården Litlelindås på Fosnøyna. Øen Lygra, som fjorden er opkaldt efter, ligger på sydvestsiden af fjorden, som her ligger i  Lindås kommune. Lygra er lang og smal, cirka 5,5 kilometer lang og 700 meter på det bredeste sted. På østsiden ligger gårdene Kvalvågen og Hundvin. Det historiske centrum for bygderne omkring Lurefjorden var Lindås med Lindås kirke.  

## Naturmiljø
Lindåspollene er et marinbiologisk interessant område. Her har der været drevet østersproduktion, og fjorden har en lokal sildestamme som i 6000 år har vært lukket inde her. Der er restriktioner på brugen af Lurefjorden, bl.a. er fiskeopdræt forbudt indenfor Fosnstraumen.